# Robert Anhegger
Robert Anhegger (* 14. November 1911 in Wien; † 27. März 2001 in Amsterdam) war ein deutscher Turkologe und Leiter des Goethe-Instituts in Istanbul und Amsterdam.

## Leben
Robert Anhegger wurde in Wien als Sohn eines deutschen Kaufmanns und einer Schweizer Mutter geboren. 1919 zog die Familie aufgrund der Arbeit seines Vaters nach Rotterdam, wo er die Deutsche Oberrealschule besuchte, 1923 erfolgte der Umzug nach Zürich, wo er das Gymnasium besuchte. Er begann das Studium der Rechtswissenschaften und daneben der Literatur und Geschichte an der Universität Zürich, 1932 wechselte er an die Universität Wien, im Wintersemester 1932/33 studierte er an der Universität Berlin. Hier trat er der KPD bei und war an Kämpfen mit Nazi-Studenten verwickelt. Nach dem Reichstagsbrand kehrte er in die Schweiz zurück und studierte wieder in Zürich Wirtschaftsgeschichte, Slawistik und Islamwissenschaften; er begann Türkisch zu lernen. 1934 erhielt er die schweizerische Staatsbürgerschaft, diese wurde jedoch noch im gleichen Jahr als „aktivem Kommunisten“ wieder entzogen.
Im Herbst 1935 reiste er über die Donau das erste Mal nach Istanbul, wo er ein Jahr blieb und sein Türkisch verbesserte; zahlreiche weitere Reisen folgten. 1936 und 1937 bereiste er mit Andreas Tietze Anatolien. Im Februar 1939 wurde er an der Universität Zürich mit einer Dissertation zum Bergbau in der osmanischen Türkei promoviert. 1940 wurde er wissenschaftliche Hilfskraft an der Abteilung Istanbul des Deutschen Archäologischen Instituts. Nachdem er 1941 den Kriegsdienst verweigerte, wurde er 1942 ausgebürgert. Er blieb in Istanbul, wo er als Sprachlehrer u. a. an der Universität Istanbul arbeitete, 1951 wurde er wieder eingebürgert. 1952 wurde er Lehrer an der wiedereröffneten Deutschen Schule in Istanbul. 1957 begründete er ein türkisch-deutsches Kulturinstitut in Istanbul, das dann ab 1961 unter seiner Leitung als Goethe-Institut weitergeführt wurde. 1969 ging er als Leiter des Goethe-Instituts nach Amsterdam. 1973 trat er in den Ruhestand und zog wieder nach Istanbul, behielt aber eine Wohnung in Amsterdam. 1985 erhielt er das Bundesverdienstkreuz 1. Klasse.
Verheiratet war er in zweiter Ehe seit 1958 mit der türkischen Architektin Mualla Eyüboğlu Anhegger (1919–2009).

## Schriften (Auswahl)
- Beiträge zur Geschichte des Bergbaus im osmanischen Reich (= Istanbuler Schriften. Heft 2. 14. 14a). 3 Bände, Marmara Basımevi, Istanbul 1943–1945.
  - S. 1–214: 1. Europäische Türkei 1 (= Istanbuler Schriften. Heft 2). Istanbul 1943.
  - S. 215–464: 1. Europäische Türkei 2 (= Istanbuler Schriften. Heft 14). Istanbul 1944.
  - S. 469–496: 1. Europäische Türkei, Nachtrag (= Istanbuler Schriften. Heft 14a). Istanbul 1945.
  - Teildruck als Dissertation, Laupen bei Bern 1945.
- Ein angeblicher schweizerischer Agent an der Hohen Pforte im Jahre 1581 / 1581 Yılında Der-i Saadette Sahte Bir Ajan (= Istanbuler Schriften. Heft 11). Istanbul 1943.
- Altdeutsches Schrifttum. Auswahl aus dem altdeutschen Schrifttum von 800–1500. Eski almanca antolojisi 800–1500. Universum Matbaası, Istanbul 1945.